# Partido Radical Democrático (Chili)
De Partido Radical Democrático (Nederlands: Radicaal-Democratische Partij, PRD) was een Chileense politieke partij die van 1946 tot 1949 bestond.
De PRD was een afsplitsing van de Partido Radical (Radicale Partij), voornamelijk uit verzet tegen de kandidatuur voor het presidentschap van Gabriel González Videla in 1946 en de voortdurende samenwerking van de PR met de communistische partij. In aanloop naar de presidentsverkiezingen van 1946 besloot de PRD de liberaal Fernando Alessandri te steunen, die het echter moest afleggen tegen González Videla.
In 1948 was de PRD een van de constituerende partijen van de Falange Radical Agrario Socialista die in 1949 meedeed aan de parlementsverkiezingen. De partijencombinatie kreeg 30 zetels in Kamer van Afgevaardigden waarvan er 8 aan de PRD toekwamen. In de Senaat verkreeg de PRD 3 zetels.
Het einde van het volksfront van progressieve partijen (1947) en de rechtse richting die de PR was ingeslagen leidde er in 1949 toe dat de PRD weer opging in de PR.

## Verkiezingsuitslagen
| Jaar | Aantal afgevaardigden (totaal aantal zetels tussen haakjes) | Aantal senatoren (totaal aantal zetels tussen haakjes) |
| ---- | ----------------------------------------------------------- | ------------------------------------------------------ |
| 1949 | 8 (147)                                                     | 3 (45)                                                 |